# Alonim
Alonim (hebrejsky אַלּוֹנִים, doslova "Duby", anglicky Alonim, v oficiálním seznamu sídel Allonim) je vesnice typu kibuc v Izraeli, v Severním distriktu, v Oblastní radě Jizre'elské údolí.

## Geografie
Leží v nadmořské výšce 133 metrů na západním okraji Jizre'elského údolí, nedaleko úbočí pahorků Dolní Galileji, v oblasti s intenzivním zemědělstvím.
Vesnice se nachází cca 18 kilometrů severozápadně od města Afula, cca 80 kilometrů severovýchodně od centra Tel Avivu a cca 18 kilometrů jihovýchodně od centra Haify. Alonim obývají Židé, přičemž osídlení v tomto regionu je smíšené – jižním směrem převládají v údolí židovská sídla. Na západ od Alonim leží židovské město Kirjat Tiv'on. Na severní straně začíná kopcovitá krajina s výrazným zastoupením obcí, které obývají izraelští Arabové (například město Basmat Tab'un cca 2 kilometry odtud).
Alonim je na dopravní síť napojen pomocí lokální silnice číslo 7513, která jižně od vesnice ústí do dálnice číslo 75.

## Dějiny
Alonim byl založen v roce 1938. Šlo o opevněnou osadu typu Hradba a věž, která své jméno získala podle dubových lesů pokrývajících okolní pahorky. Zakladatelská osadnická skupina se zformovala již roku 1935 v nedaleké lokalitě Kirjat Charošet (dnes součást města Kirjat Tiv'on). Původně se tato skupina utvořila na výzvu sionistického aktivisty Alexandra Zeida a zabývala se pastevectvím v okolní krajině. Nazývala se Kvucat ha-Ro'im (קבוצת הרועים). V roce 1936 ji posílila skupina židovských přistěhovalců z Německa. 20. června 1938 se pak usadila na nynějším místě. 18. října 1938 zde vyrostla opevněná osada typu Hradba a zeď.
V prvních letech se obyvatelé živili převážně prací mimo obec. Nacházelo se tu jedno z center židovských jednotek Palmach. Roku 1949 měla vesnice 350 obyvatel a rozlohu katastrálního území 1211 dunamů (1,211 kilometru čtverečního).
Ekonomika obce je založena na zemědělství a průmyslu. V roce 1960 zde vznikla továrna na výrobu kovových součástek. Další podobně orientovaná firma zde byla založena roku 1976. V Alonim fungují zařízení předškolní péče o děti. Základní škola je v nedaleké vesnici Kfar Jehošua.

## Demografie
Obyvatelstvo kibucu Alonim je sekulární. Podle údajů z roku 2014 tvořili naprostou většinu obyvatel v Alonim Židé (včetně statistické kategorie "ostatní", která zahrnuje nearabské obyvatele židovského původu ale bez formální příslušnosti k židovskému náboženství).
Jde o menší sídlo vesnického typu s dlouhodobě stagnující populací. K 31. prosinci 2014 zde žilo 476 lidí. Během roku 2014 populace klesla o 0,2 %.
| Rok            | 1948 | 1949 | 1961 | 1972 | 1983 | 1995 | 2001 | 2003 | 2004 | 2005 | 2006 | 2007 | 2008 | 2009 | 2010 | 2011 | 2012 | 2013 | 2014 |
| -------------- | ---- | ---- | ---- | ---- | ---- | ---- | ---- | ---- | ---- | ---- | ---- | ---- | ---- | ---- | ---- | ---- | ---- | ---- | ---- |
| Počet obyvatel | 453  | 350  | 540  | 492  | 595  | 590  | 556  | 543  | 537  | 527  | 521  | 528  | 537  | 444  | 453  | 469  | 467  | 477  | 476  |